# Federação das Índias Ocidentais
A Federação das Índias Ocidentais (em inglês:  West Indies Federation, Federation of the West Indies ou West Indian Federation) foi uma união política criada a 3 de janeiro de 1958, em que se agrupava várias ilhas do Caribe (Caraíbas) que eram colônias britânicas, a saber: Trindade e Tobago, Barbados, Jamaica e as Ilhas de Sotavento (exceto as Ilhas Virgens) e Barlavento, para formarem a Federação, com capital em Porto da Espanha, localizada no território de Trindade e Tobago.
A intenção expressa da Federação era criar uma unidade política que se tornaria independente da Grã-Bretanha como um único estado (possivelmente semelhante à Confederação Canadense, à Comunidade Australiana ou à Federação da Rodésia e Niassalândia). No entanto, antes que isso pudesse acontecer, a Federação deixou de existir em 31 de maio de 1962 com a independência ou separação dos seus dois maiores estados, sendo eles Trindade e Tobago e a Jamaica. O colapso desta união foi devido a conflitos políticos internos sobre a forma como a própria Federação seria governada ou como funcionaria com facilidade.
Esta união política possuía 20 239 km² de área e era integrada pelos atuais estados de Antígua e Barbuda, Barbados, Dominica, Granada, Jamaica, Trindade e Tobago, São Cristóvão e Neves, Santa Lúcia, São Vicente e Granadinas e pelos atuais territórios britânicos ultramarinos de Anguila, Ilhas Caimã, Ilhas Turcas e Caicos e Monserrate; com a Guiana Britânica (atual Guiana) e Honduras Britânicas (atual Belize) tendo o estatuto de observador na Federação das Índias Ocidentais.

## Províncias
Historicamente contextualizadas como sendo nações ocidentais, as Bahamas, as Bermudas, Belize, as Ilhas Virgens Britânicas e a Guiana optaram por não se juntar a união, pois não acreditavam que seu futuro se encontrava em uma associação com a América do Norte (tanto para as Bahamas quanto para as Bermudas), América Central e Ilhas Virgens Americanas. A Guiana optou por não se juntar naquela época devido às contínuas lutas políticas e internas para a independência do Reino Unido, iniciadas na década de 1950. Em questão estavam o recém-formado partido político com tendências socialistas, no auge da Guerra Fria. Esperava juntar-se à federação uma vez que os problemas fossem resolvidos. As Bahamas participaram dos Jogos da Federação das Índias Ocidentais de 1960, com o futuro primeiro-ministro das Bahamas, Perry Christie, como atleta. Havia, no entanto, possível interesse da Guiana em uma federação caribenha muito frouxa retentada em 1971.
| Bandeira | Província                                 | Capital          | População | Área (km²) |
| -------- | ----------------------------------------- | ---------------- | --------- | ---------- |
|          | Antígua e Barbuda                         | São João         | 57 000    | 440        |
|          | Barbados                                  | Bridgetown       | 234 000   | 431        |
|          | Ilhas Caimã (anexada à Jamaica)           | George Town      | 9 000     | 264        |
|          | Dominica                                  | Roseau           | 61 000    | 750        |
|          | Granada                                   | São Jorge        | 91 000    | 344        |
|          | Jamaica                                   | Kingston         | 1 660 000 | 10 991     |
|          | Monserrate                                | Plymouth         | 13 000    | 102        |
|          | São Cristóvão-Neves-Anguila               | Basseterre       | 55 600    | 351        |
|          | Santa Lúcia                               | Castries         | 95 000    | 616        |
|          | São Vicente e Granadinas                  | Kingstown        | 83 000    | 389        |
|          | Trindade e Tobago                         | Porto da Espanha | 900 000   | 5 131      |
|          | Ilhas Turcas e Caicos (anexada à Jamaica) | Cockburn Town    | 6 000     | 430        |
|          | Federação das Índias Ocidentais           | Chaguaramas      | 3 264 600 | 20 239 km2 |

## Mapa das Províncias da Federação das Índias Ocidentais
| Jamaica Antígua e Barbuda Dominica Barbados Trindade e Tobago Santa Lúcia São Vicente Granada Monserrate Ilhas Caimã (Jamaica) Turcas e Caicos (Jamaica) São Cristóvão-Neves -Anguila |